# ميبلادن
ميبلادن هي قرية أمازيغية مغربية وجماعة قروية وسط غربي المغرب. تنتمي ميبلادن لإقليم ميدلت بجهة درعة تافيلالت. تضم هذه الجماعة القروية 3.087 نسمة (إحصاء 2004).